# Rémi Brague

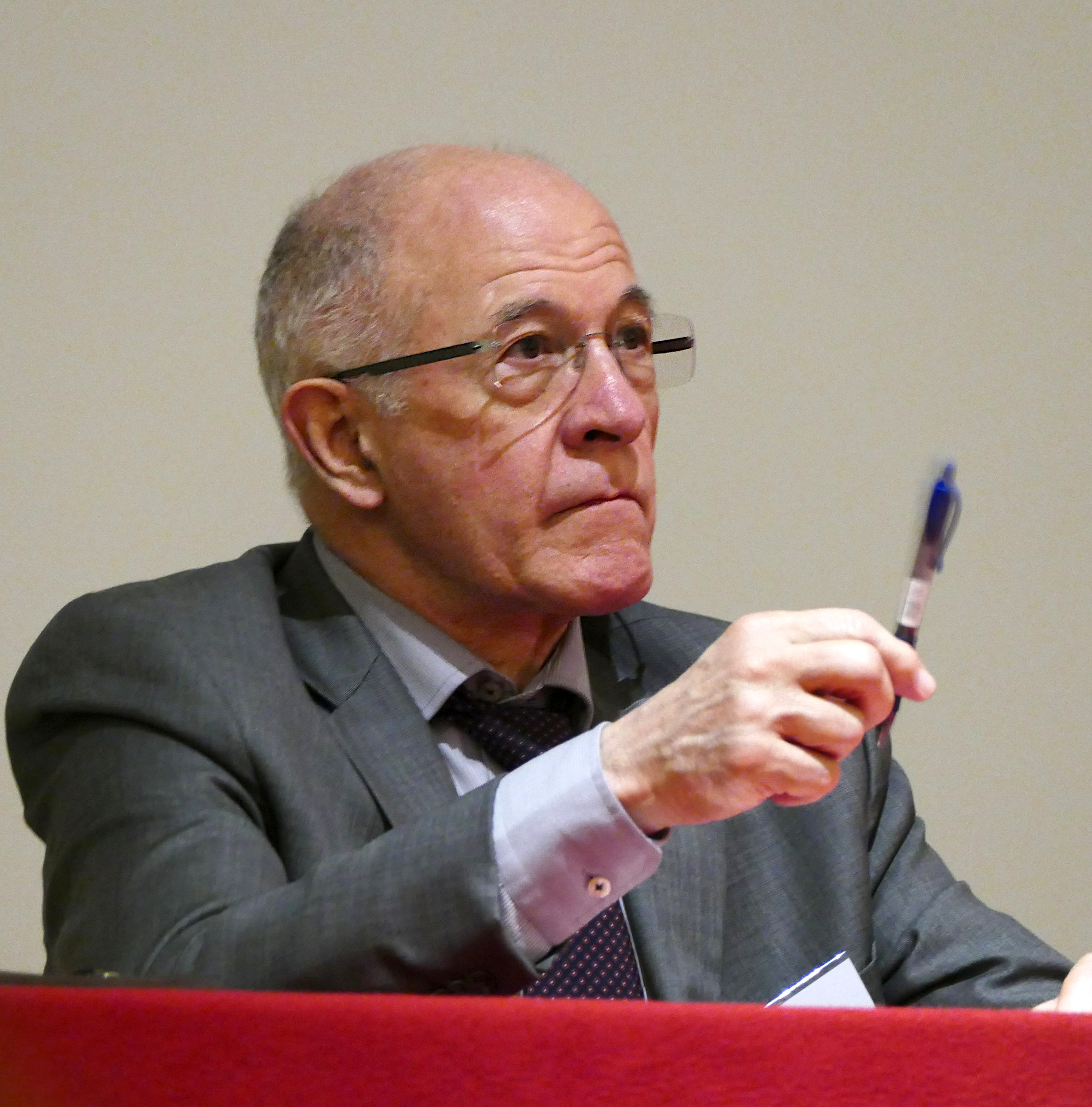
Rémi Brague (2017)

Rémi Brague (* 8. September 1947 in Paris) ist ein französischer Philosoph mit den Schwerpunkten Religionsphilosophie, arabische Philosophie und mittelalterliche Philosophie.

## Leben
Rémi Brague schloss das Studium der Philosophie und klassischen Sprachen 1971 ab und wurde 1976 promoviert. Später studierte er ergänzend mittelalterliches Hebräisch an der École pratique des hautes études und Arabisch am Institut national des langues et civilisations orientales. Von 1976 bis 1988 war er mit Forschungsaufgaben am Centre national de la recherche scientifique (CNRS) tätig. 1986 wurde er zum Doktor der Literatur promoviert. Er unterrichtete von 1988 bis 1990 als Professor an der Universität von Burgund und ist seit 1990 Dozent, seit 1991 Professor für Philosophie des Mittelalters an der Université Paris 1 Panthéon-Sorbonne in Paris. Zugleich war er von 2002 bis 2012 Inhaber des Lehrstuhls für Philosophie der Religionen Europas (Guardini-Lehrstuhl) an der Ludwig-Maximilians-Universität München. Brague hatte Lehraufträge an den Universitäten von Pennsylvania, Boston, Lausanne und Köln. Er ist Honorarprofessor für Religionsphilosophie und Mitglied des Instituts für Philosophie an der Philosophisch-Theologischen Hochschule Benedikt XVI. in Heiligenkreuz (Niederösterreich).

## Werk
Bragues Forschungen gelten einer vergleichenden Ideengeschichte der antiken und mittelalterlichen Kulturen. Er untersucht die Wurzeln des mittelalterlichen Denkens in den Traditionen der Antike und in religiösen Quellen. Er befasst sich dabei mit dem kosmologischen Rahmen der vormodernen Anthropologie und der Ethik, der Vorsehungslehre des Thomas von Aquin, der Bedrängnis als Welterfahrung und der Notwendigkeit einer metaphysischen Begründung für die Moral.

## Ehrungen
- Im Jahr 2008 wurde Brague für den Josef-Pieper-Preis „für hervorragende philosophische Schriften über das europäisch-christliche Menschenbild“ nominiert, der im Rahmen eines Symposions unter dem Thema „Europa auf der Suche nach sich selbst“ (15.–17. Mai 2009) in Münster verliehen wurde.
- Von der „Vatikanischen Stiftung Joseph Ratzinger – Benedikt XVI.“ wurde er 2012 für seine herausragenden wissenschaftliche Leistungen mit dem Joseph-Ratzinger-Preis ausgezeichnet, insbesondere für seinen Ansatz, „spekulatives Denken und Geschichtsauffassung mit ‚tiefem christlichen und katholischen Glauben‘“ zu verbinden.[2]
- 2021 wurde Brague als korrespondierendes Mitglied in die Akademie der Wissenschaften zu Göttingen gewählt.

## Schriften
Bücher:
- Europa, eine exzentrische Identität (= Edition Pandora. Band 13). Campus, Frankfurt 1993, ISBN 3-593-34837-3 (frz. Original: Europe, la voie romaine, Paris 1992). 2., überarbeitete und erweiterte Auflage: Europa – seine Kultur, seine Barbarei. Exzentrische Identität und römische Sekundarität. VS, Wiesbaden 2012, ISBN 978-3-531-18473-9.
- mit Peter Koslowski: Vaterland Europa. Europäische und nationale Identität im Konflikt. Passagen, Wien 1997, ISBN 3-85165-282-7.
- Weisheit der Welt. Kosmos und Welterfahrung im westlichen Denken. Beck, München 2006, ISBN 3-406-53521-6 (frz. Original: La sagesse du monde, Paris 1999).
- Modérément moderne. Flammarion, Paris 2014, ISBN 978-2-0813-3111-2.
- Sur la religion. Flammarion, Paris 2018, ISBN 978-2-0814-1686-4.
- Anker im Himmel. Metaphysik als Fundament der Anthropologie. Springer VS, Wiesbaden 2018, ISBN 978-3-658-20529-4 (frz. Original: Les Ancres dans le ciel, Paris 2011).

Artikel:
- Geozentrismus als Demütigung des Menschen. In: Internationale Zeitschrift für Philosophie. Jahrgang 1994, Nummer 1, S. 1–24.
- Die Geschichte der europäischen Kultur als Selbsteuropäisierung. In: Tumult (Schriftenreihe), Nummer 22 (Europas Grenzen), 1996, S. 94–100.
- Wandlungen im Selbstverständnis und in der Identität. In: Hans-Jürgen Heinrichs (Hrsg.): Die Geschichte ist nicht zu Ende! Gespräche über die Zukunft des Menschen und Europas. Passagen, Wien 1999, ISBN 978-3-85165-387-8, S. 293–306.
- Europäische Kulturgeschichte. In: Ralf Elm (Hrsg.): Europäische Identität: Paradigmen und Methodenfragen (= Schriften des Zentrum für Europäische Integrationsforschung. Band 43). Nomos, Baden-Baden 2002, ISBN 3-7890-8217-1, S. 25–32.